# Minski Fabris
Minski Fabris (Split, Yugoslavia, 2 de agosto de 1941) es un deportista yugoslavo que compitió en vela en la clase Finn. Ganó dos medallas en el Campeonato Europeo de Finn, plata en 1977 y oro en 1978.

## Palmarés internacional
| Campeonato Europeo | Campeonato Europeo | Campeonato Europeo | Campeonato Europeo |
| Año                | Lugar              | Medalla            | Clase              |
| ------------------ | ------------------ | ------------------ | ------------------ |
| 1977               | Estambul (Turquía) | Medalla de plata   | Finn               |
| 1978               | Marstrand (Suecia) | Medalla de oro     | Finn               |